# 김영희 (희극인)
김영희(金英熙, 1983년 8월 23일~)는 대한민국의 희극 배우이다.

## 생애
- 2008년 OBS경인TV 1기 코미디언 개그우먼이 되었고, 2009년 문화방송 18기 공채 개그우먼을 거쳐 2010년 한국방송공사 25기 공채 개그우먼으로 입사하였다.
- 개그콘서트에서 활동하였다.

### 일화
- KBS 공채 이전부터 타 방송사에서 활동했었고 또한 영남이공대학교 입체영상미디어과 재학 시절부터 유명인사였으며 이때부터 개그를 본격적으로 연구하기 시작했다고 한다.
- 학회장을 지냈으며 신입생 환영회, 장기자랑 등의 사회를 맡으며 큰 웃음을 선사하는 언더그라운드에서 큰 웃음을 선사하는 학생이었다고 한다.
- 고향에서 유심히 본것을 개그 소재로 적극 활용하고 있으며 봉숭아학당 비너스 회장 역의 경우 어머니 친구들이 등산복을 입고 모임을 하는데 그곳 회장이 마이크를 들고 얘기하는 모습에서 탄생했다고 한다.
- 김영희는 선배 개그우먼 신봉선은 앞으로 지향해야 할 모델이며 "제겐 김태희보다 이쁜 신봉선 선배가 각종 프로그램에서 보여준 무한 에너지와 개그에 대한 열정,주변 사람들을 즐겁게 해주는 남다른 능력 등을 본받고 싶다"라고 말했다.
- 1박 2일에서 자신을 성대모사해준 은지원에게 감사하다고 전했다.
- 남성잡지 GQ 화보촬영에서 두분토론에서와 전혀 다른 반전외모를 보여줘 화제가 되었다.
- 두분토론 코너 진행 중, '야구'와 관련된 주제로 하는 내용에서 롯데 자이언츠의 응원방식 중 일부인 쓰레기봉투와 신문지 응원에 대해 비판을 하였다.
- 이에 일부 야구 팬들은 김영희를 비난했으며, 김영희는 '야구에 지식이 많이 없었다.'라고 공식사과했다.
- 두분토론에서 니콜라스 케이지와 이수나를 닮아있다고 말한 적이 있었다.

## 학력
- 대구두산초등학교 (졸업)
- 덕화여자중학교 (졸업)
- 경북여자고등학교 (졸업)
- 영남이공대학교 입체영상미디어과 (학사)

## 출연 작품

### TV 프로그램
- KBS2 《개그콘서트》
  - <두분토론> 여당당 대표 역
  - <봉숭아 학당> 비너스 회장 역
  - <그들만의 스타>
  - <메이킹 우먼쇼>
  - <불편한 진실>
  - <슈퍼스타KBS> 노래교실 강사 역
  - <거지의 품격> 여자 거지 역
  - <희극 여배우들> 아줌마가 아닌 역
  - <핑크 레이디> 핑크레이디 2호 역
  - <끝사랑> 김 여사 역
  - <이찬의 상상은 현실이 된다> 천사 역
  - <불량엄마> 연기자(상은이) 어머니 역
  - <언프리티 컴피티션> 치명타 역
  - <소통왕 말자 할매 > 말자할매 역
- KBS2 《위기탈출 넘버원》
- MBC 《하땅사》
- KBS2 《해피선데이 - 맘마미아》
- KBS2 리얼체험 프로젝트 인간의 조건
- SBS 《도전 1000곡》
- tvN 《코미디빅리그》
  - 〈시그날〉
  - 〈핼머니〉
  - 〈쇼미더구라〉
  - 〈크라임 씬〉아주머니 역
- TV조선 《애정통일! 남남북녀 시즌 2》
- EBS1 《스마트과학 퀴즈쇼-간다면 간다》
- 2018년 MBC 미스터리 음악쇼 복면가왕 - 오빠동생하는 사이예요.. 해와 달 < 참가자 >
- 2018년 MBC MBC 스페셜 768회 : 2018 언니는 살아있다
- 2019년 채널A 행복한 아침 8월 28일 게스트
- 2019년, 2020년 KBS2 《스탠드 업》 - 출연

### 드라마
- KBS2 《드림하이》9화 까메오 출연
- MBC 《애정만만세》 - 피자가게 손님 역 (특별출연)
- KBS2 《오작교 형제들》 - 가방매장 직원 역
- Mnet 《몬스타》 - 국어교사 역
- tvn 《막돼먹은 영애씨 시즌 13》최종회 까메오 출연
- MBC 《딱 너 같은 딸》 9화 까메오 출연
- MBC 《운빨로맨스》
- KBS2 《월계수 양복점 신사들》 고시원의 거주자 역 (카메오)
- MBC 《도둑놈, 도둑님》
- KBS1 《조선미인별전》 진부인 역

## 라디오
- KBS 2FM 《슈퍼주니어의 키스 더 라디오》

## 영화
- 2021년 《기생춘》 - 연출

## 기타 활동

### 광고
- 바로ONE 서비스 - 두명토론
- 팔도 일품 해물라면 ("개그콘서트 - 끝사랑" 팀과 함께 출연)

### 모델
- 남성잡지 GQ 화보

### 음반 참여
- 2010년 《2010 재미있는 Gag 크리스마스 Carol》 〈울면 안돼〉

### 홍보대사
- 2011년 소방방재청 명예 여성민방위대장 및 홍보대사
- 2011년 산림청 홍보대사
- 2011년 행정안전부 개인정보보호 홍보대사
- 2011년 전라북도 익산시 홍보대사
- 2012년 알뜰폰 홍보대사
- 2013년 희망서울 홍보대사

## 도서
- 2014년 행복한 수업

## 수상
- 2010년 KBS 연예대상 코미디 부문 여자 신인상
- 2010년 KBS 연예대상 코미디 부문 최우수코너상
- 2014년 제50회 백상예술대상 TV부문 여자예능상
- 2014년 제22회 대한민국문화연예대상 개그부문 최우수상
- 2014년 KBS 연예대상 코미디부문 여자 최우수상
- 2014년 KBS 연예대상 코미디부문 최우수코너상